# Wislikofen
Wislikofen (toponimo tedesco) è una frazione del comune svizzero di Zurzach, nel Canton Argovia. Conta 342 abitanti.

## Geografia fisica

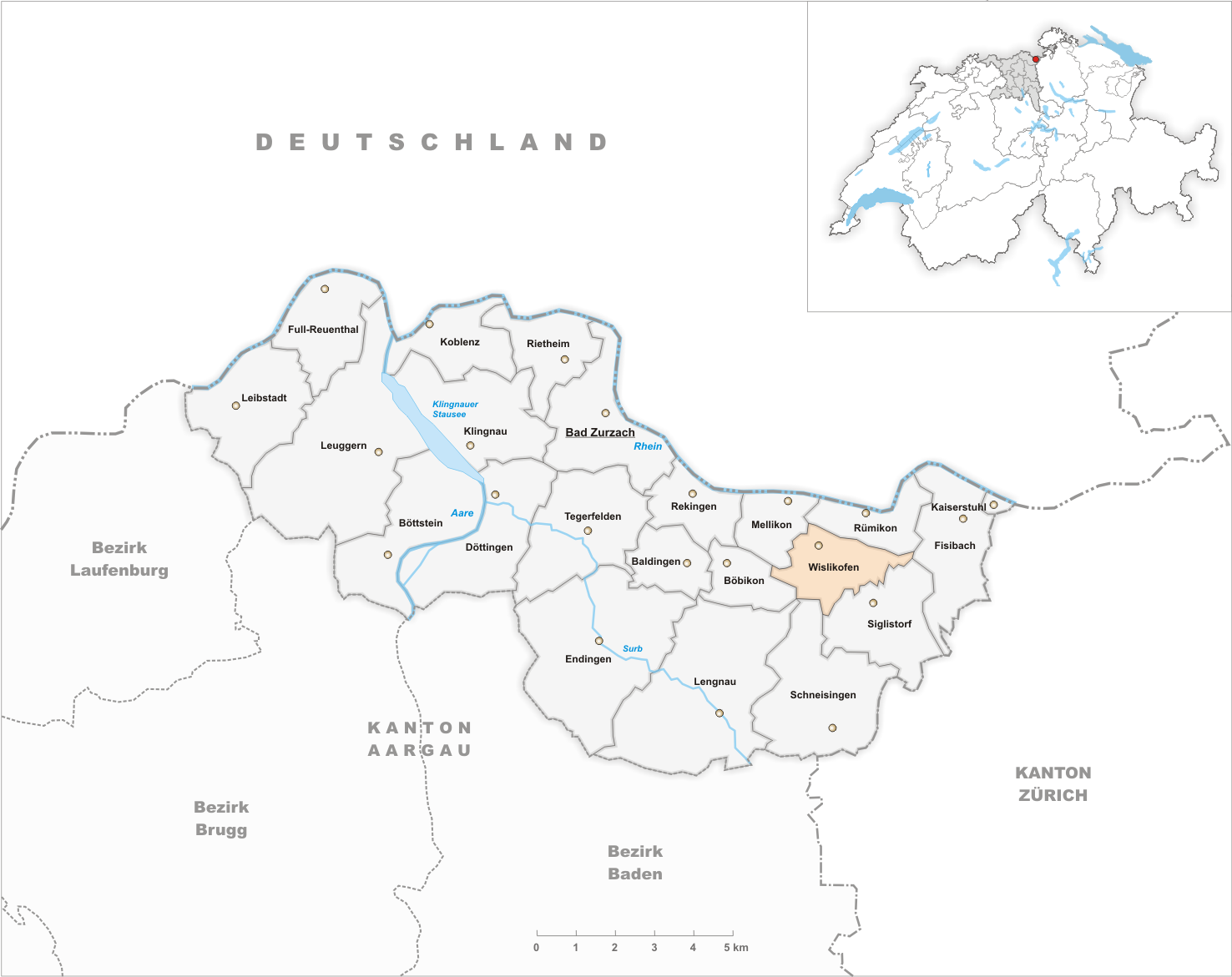
Territorio dell'ex comune all'interno del distretto di Zurzach

## Storia
Il 1º gennaio 1899 fu aggregato a Wislikofen il comune di Mellstorf.
Il 1° gennaio 2022 il comune di Wislikofen  venne fuso con i comuni di Bad Zurzach, Baldingen, Böbikon, Kaiserstuhl, Rekingen, Rietheim e Rümikon, formando il nuovo comune di Zurzach.

## Monumenti e luoghi d'interesse
- Prepositura benedettina, eretta nel 1113 e ricostruita nel XVI secolo e nel 1695[3].

## Società

### Evoluzione demografica
L'evoluzione demografica è riportata nella seguente tabella:
Abitanti censiti